# 鈴木重吉 (英文学者)
鈴木 重吉（すずき じゅうきち、1916年9月14日 - 2002年11月30日）は、日本のアメリカ文学者、翻訳家。
北海道利尻島出身。1945年広島文理科大学卒、北海道庁通訳官、小樽商業学校教諭、札幌文化専門学院（現・札幌学院大学）教師、1947年北海道帝国大学文学部助手、1949年北海道大学法学部講師、1951年同文学部講師、1952年助教授、1965年「ホーソーン研究」で立教大学文学博士。1968年教授、1980年定年退官、名誉教授、立正大学教授、1986年定年退職。1992年秋、勲三等旭日中綬章受勲。

## 著書
- 『鏡と影 ホーソーン文学の研究』（研究社出版） 1969

### 共編著
- 『英語ニューハンドブック問題集』（小林敬爾、棚橋俊介共編、研究社出版） 1970
- 『ハイフン付きアメリカニズム』（小川晃一共編、木鐸社） 1981
- 『綜合講義アメリカ』（石垣博美、小川晃一、大山綱夫、司馬正次共著、木鐸社） 1982

### 翻訳
- 『若い獅子たち』（アーウィン・ショウ、A・E・クラウザー共訳、筑摩書房） 1952
のち改題『若き獅子たち』（ちくま文庫）
- 『リルケ 人と詩人』（ノーラ・ヴィーデンブルゥク、塚越敏共訳、筑摩書房） 1954
- 『地上より永遠に』上下（ジェームズ・ジョーンズ、山屋三郎共訳、筑摩書房） 1954 - 1956
- 『苺つみの季節 / 馬盗人』（コールドウェル、飯沼馨、永原誠共訳、英宝社、英米名作ライブラリー） 1957
- 『緋文字』（ホーソン、新潮文庫） 1957
- 『悪について』（エーリヒ・フロム、紀伊国屋書店） 1965
- 『すべて王の臣』（ロバート・ペン・ウォーレン、白水社） 1966
- 『日本 過去と現在』（エドウィン・O・ライシャワー、時事通信社） 1967
- 『日本 国のあゆみ』（エドウィン・O.ライシャワー、時事通信社） 1971
- 『同一性社会 落伍者なき社会への精神医学』（ウィリアム・グラッサー、サイマル出版会） 1975
- 『世界をゆるがせた発明発見の謎』 （ロバート・シルバーバーグ、時事通信社） 1976
- 『落書きの世界』（ロバート・ライズナー、片山厚共訳、時事通信社） 1977
- 『フロイトにささぐ』（ヒルダ・ドゥリトル、みすず書房） 1983
- 『英学の祖 オレゴンのマクドナルドの生涯』（エヴァ・エミリ・ダイ、速川和男共訳、雄松堂出版）1989
のち東西交流叢書
- 『「困った人たち」とのつきあい方』（ロバート・M・ブラムソン、峠敏之共訳、河出書房新社） 1997
のち河出文庫
- 『拝啓ぼくの悩みをきいてください』（ハーヴィー・R・グリーンバーグ、鈴木裕三共訳、河出書房新社） 1999

## 参考
- 山本澄子「鈴木重吉先生をお送りする〔含 肖像・略歴・主要業績目録〕」『立正大学文学部論叢』第85号、立正大学、1987年3月、p5-9,巻頭2p、ISSN 0485215X、NAID 110000476776。